# Pete Retzlaff
Palmer Edward Retzlaff, soprannominato Pistol Pete e The Baron (Ellendale, 21 agosto 1931 – Pottstown, 10 aprile 2020), è stato un giocatore di football americano statunitense che ha militato nel ruolo di tight end per tutta la carriera con i Philadelphia Eagles della National Football League (NFL).

## Biografia
Brookshier fu scelto nel corso del 22º giro del Draft NFL 1953 dai Detroit Lions ma non riuscì ad entrare in squadra. Dopo due anni nell'Esercito fu ceduto ai Philadelphia Eagles, dove giocò come running back, wide receiver e tight end per 11 stagioni. Nel 1958, malgrado il non avere mai ricevuto un singolo passaggio al college, guidò la NFL con 56 ricezioni. Fu convocato cinque volte per il Pro Bowl e nel 1965 vinse il Bert Bell Award come giocatore dell'anno, dopo avere ricevuto 66 passaggi e segnato dieci touchdown. Fu anche presidente dell'Associazione Giocatori NFL e dal 1969 al 1972 vice presidente e general manager degli Eagles.

## Palmarès

### Franchigia
- Campionati NFL: 1

Philadelphia Eagles: 1960

### Individuale
- Bert Bell Award: 1

1965
- Convocazioni al Pro Bowl: 5

1958, 1960, 1963, 1964, 1965
- First-team All-Pro: 1

1965
- Second-team All-Pro: 2

1958, 1964
- Numero 44 ritirato dai Philadelphia Eagles

## Statistiche
| Ricezioni     | 452   |
| Yard ricevute | 7 412 |
| Touchdown     | 47    |